# Jewhenij Wałenko
Jewhenij Ihorowycz Wałenko, ukr. Євгеній Ігорович Валенко (ur. 1 listopada 1984 w Kerczu) – ukraiński piłkarz i futsalista, grający na pozycji napastnika.

## Kariera piłkarska
Wychowanek Wyższej Szkoły Sportowej Rezerw Olimpijskich w Symferopolu. W 2002 rozpoczął karierę piłkarską w rosyjskim klubie FK Mozdok, ale z powodu złych warunków finansowych wkrótce opuścił klub. Potem zaczął grać w futsal. W 2002 został futsalistą klubu Dynamo-JuRIN Symferopol. Latem 2003 przeszedł do Ołeksandru Charków, skąd został wypożyczony do Ołeksandr-NUWS Charków w sezonie 2004/05 oraz na początku 2007 roku do MFK Szachtar Donieck. Latem 2007 zasilił skład Urahanu Iwano-Frankiwsk, w którym występował przez 7 lat. W sezonie 2014/15 bronił barw azerskiego Fenerbahçe Baku. Po rozformowaniu azerskiego klubu podpisał we wrześniu 2015 kontrakt z MFK Łokomotyw Charków. W czerwcu 2016 jako wolny agent został zawodnikiem serbskiego Ekonomaca Kragujevac. Latem 2017 przeszedł do kazachskiego MFK Aktöbe.

## Kariera reprezentacyjna
Wieloletni reprezentant Ukrainy, barw której bronił od 2009 do 2016.

## Sukcesy i odznaczenia

### Sukcesy piłkarskie
Ołeksandr Charków
- zdobywca Pucharu Europy w futsalu wśród policjantów
- mistrz świata wersji WISPA w futsalu wśród policjantów: 2005

Urahan Iwano-Frankiwsk
- mistrz Ukrainy: 2010/11
- wicemistrz Ukrainy: 2012/13
- brązowy medalista mistrzostw Ukrainy: 2011/12, 2013/14
- zdobywca Superpucharu Ukrainy: 2011

Fenerbahçe Baku
- mistrz Azerbejdżanu: 2014/15
- zdobywca Pucharu Azerbejdżanu: 2014/15

MFK Łokomotyw Charków
- wicemistrz Ukrainy: 2015/16
- zdobywca Pucharu Ukrainy: 2015/16

Ekonomac Kragujevac
- mistrz Serbii: 2016/17
- zdobywca Pucharu Serbii: 2016/17

MFK Aktöbe
- wicemistrz Kazachstanu: 2017/18
- zdobywca Pucharu Kazachstanu: 2018

### Sukcesy indywidualne
- wielokrotnie na liście 15 oraz 18 najlepszych futsalistów Ukrainy
- najwięcej razy uznany za najlepszego piłkarza miesiąca w sezonie 2012/13

### Odznaczenia
- tytuł Mistrza Sportu Ukrainy: 2011